# Onthophagus agaricophilus
Onthophagus agaricophilus là một loài bọ cánh cứng trong họ Bọ hung (Scarabaeidae).